# Lannes (Lot y Garona)
 Lannes  es una población y comuna francesa, en la región de Aquitania, departamento de Lot y Garona, en el distrito de Nérac y cantón de Mézin.

## Demografía
| ... | 863 | 907 | 787 | 838 | 782 | 942 | 923 | 929 | 904 | 907 | 884 | 822 | 801 | 822 | 802 | 745 | 732 | 727 | 713 | 750 | 747 | 752 | 703 | 682 | 619 | 534 | 481 | 507 | 545 | 452 | 428 | 414 |
| Para los censos de 1962 a 1999 la población legal corresponde a la población sin duplicidades (Fuente: INSEE [Consultar]) |     |     |     |     |     |     |     |     |     |     |     |     |     |     |     |     |     |     |     |     |     |     |     |     |     |     |     |     |     |     |     |     |